# Werner Schöllgen
Werner Schöllgen (* 23. September 1893 in Düsseldorf; † 9. März 1985 in Bonn) war ein deutscher römisch-katholischer Professor für Theologie.
Schöllgen war von 1945 bis 1961 Professor für Moraltheologie und Soziologie an der Universität Bonn.

## Biografie
Schöllgen legte 1913 sein Abitur ab am Staatlichen humanistischen Görres-Gymnasium in Düsseldorf. Danach studierte er Philosophie und Theologie in Bonn, Köln, Freiburg im Breisgau und Rom. In seinem ersten Studiensemester trat er in Bonn der katholischen Studentenverbindung W.K.St.V. Unitas-Salia bei. An den Universitäten Köln und Freiburg begegnete er zwei Professoren, die für sein weiteres Denken und Forschen wegweisend waren, in Köln dem Philosophieprofessor Max Scheler (1874–1928) und in Freiburg i. Br. dem damals noch jungen Soziologieprofessor Götz Briefs (1889–1974). Briefs machte Schöllgen mit der Soziologie vertraut, die große Wirksamkeit in seinem moraltheologischen Ansatz gewann. Diesen beiden Gelehrten hat Schöllgen später sein Hauptwerk "Die soziologischen Grundlagen der katholischen Sittenlehre" (1953) gewidmet. 1926 wurde Schöllgen mit der Arbeit Das Problem der Willensfreiheit bei Heinrich von Gent und Herveus Natalis bei Martin Honecker in Freiburg zum Dr. phil. und 1931 mit der Arbeit Soziologie und Ethik des religiösen Ärgernisses bei Fritz Tillmann in Bonn zum Dr. theol. promoviert. 1932 habilitierte er sich für katholische Moraltheologie in Bonn, vertrat seit 1939 als Nachfolger Tillmanns den Lehrstuhl für Moraltheologie, wurde aber infolge der nationalsozialistischen Hochschulpolitik erst 1945 zum Ordinarius berufen. Schöllgen hatte 1926–28 auch Erfahrungen in der Krankenhausseelsorge gewonnen. Schöllgen führte die Moraltheologie in Fortsetzung der Bestrebungen von Fritz Tillmann und des Münsteraner Joseph Mausbach aus einem erstarrten einseitig kanonistisch-pastoralen Ansatz hinaus und verknüpfte wissenschaftliche Forschung und Lehre mit einem lebendigen Praxisbezug, mit Kulturanthropologie und in erstaunlicher Fortschrittsorientierung mit Soziologie, vor allem Kultur-, Wirtschafts- und Medizinsoziologie wie auch der Soziologie der Karitas. Gleichzeitig zeichnete ihn rheinischer Humor und sprühender Witz aus, so dass seine Vorlesungen nicht allein von Theologiestudenten, sondern von Hörern aller Fakultäten besucht wurden. Bis 1961 nahm er den Bonner Lehrstuhl wahr, vertrat diesen dann noch zwei Jahre, bevor er sich dann auf ein privates Forschungsleben zurückzog, in dem er aber weitere wissenschaftliche praxisbezogene Artikel in Fachzeitschriften und Festschriften schrieb.
Schöllgens Anliegen war die philosophische, soziologische und medizinisch-biologische Grundlegung der Moraltheologie. Er entwirft eine "christliche Soziologie", die ihren Schlüsselbegriff im neutestamentlichen Begriff des Kairos als dem gottgeschenkten Augenblick findet. Sie hat die Aufgabe, "den jeweiligen und immer wechselnden Kairos der Kirche zu erforschen" (Die soziologischen Grundlagen der katholischen Sittenlehre, 1953, S. 174). In diese zeitnahe Soziologie, die der pastoralen Klugheit dienen soll, werden sozialpsychologische und geschichtliche Gesichtspunkte einbezogen. Kulturgeschichtlich betrachtet er den variablen Raum zwischen Ethos und Gesetz, aber auch das immer wieder zu beobachtende Bestreben, das Ethos bis zur Gesetzesgrenze zu verlagern. Von Götz Briefs übernimmt er den Begriff der Grenzmoral, den er an Beispielen aus der Sexual-, aber auch der Wirtschaftsmoral verdeutlicht, so dass er als "ein bedeutender Theoretiker der „Grenzmoral“ gilt."

## Schriften
- Soziologie und Ethik des religiösen Ärgernisses, Düsseldorf 1931
- Christliche Tapferkeit in Krankheit und Tod. Eine moralpsychologische Studie (= Bücher christlichen Lebens, Bd. 3), Würzburg 1940; seit 21949 als Arzt, Seelsorger und Kurpfuscher
- Grenzmoral. Soziale Krisis und neuer Aufbau, Düsseldorf 1946
- Christliche Soziologie als theologische Disziplin, in: Die neue Ordnung. Jg. 1 (1946/47). S. 404–418.
- Die soziologischen Grundlagen der katholischen Sittenlehre (= Handbuch der katholischen Sittenlehre, Bd. V) Düsseldorf 1953
- Aktuelle Moralprobleme, Düsseldorf 1955
- Das Bischofsamt in heutiger Zeit. In: Festschrift zum Jubeljahr des Kardinals und Erzbischofs Joseph Frings, Köln 1957, S. 7–9
- Konkrete Ethik, Düsseldorf 1961
- Hoffnung als Widerpart der Liebe. Eine kultursoziologische Bilanz, in: Franz Groner (Hrsg.), Die Kirche im Wandel der Zeit. Festgabe Sr. Eminenz dem Hochwürdigsten Herrn Joseph Kardinal Höffner, Erzbischof von Köln, zur Vollendung des 65. Lebensjahres. Köln 1971, 241–255.